# 神戸市立霞ケ丘小学校
神戸市立霞ケ丘小学校（こうべしりつ かすみがおかしょうがっこう）は、兵庫県神戸市垂水区霞ケ丘4丁目に所在する公立小学校。

## 沿革
- 1952年（昭和27年）4月1日 - 神戸市立垂水小学校より分離開校[1]。

## 通学区域
- 神戸市垂水区[2]
  - 歌敷山1 - 2丁目・3丁目(1 - 6番)・4丁目、海岸通、霞ヶ丘1 - 7丁目、五色山1 - 8丁目、東舞子町(1・2番・13番以降)、仲田1丁目(8 - 11番)・2丁目、星が丘1 - 3丁目

※卒業後は基本的に神戸市立歌敷山中学校または神戸市立星陵台中学校に進学する。

## 校区内の主な施設
- 神戸市立歌敷山中学校
- 霞ケ丘幼稚園
- 愛徳幼稚園
- 愛徳学園小学校
- 愛徳学園中学校・高等学校
- アジュール舞子
- マリンピア神戸
- 五色塚古墳
- 舞子ビラ

## 交通
- 山陽電気鉄道本線　霞ヶ丘駅より北に徒歩5分
- 山陽バス 1系統「霞ヶ丘幼稚園前」より

## 通学区域が隣接している学校
- 神戸市立東舞子小学校
- 神戸市立千代が丘小学校
- 神戸市立垂水小学校

## 著名な卒業生
- 長瀬次英（インスタグラム・ジャパン日本事業代表責任者、日本ロレアルCDO、LDH JAPANCDO）
- モノウ・ルッテレ・ベルジャネ―ゾ(PS3の発売日に伝説を残した革命家)